# Georg Sterzinsky
Georg Maximilian Sterzinsky, né le 9 février 1936 à Warlack (de) en Allemagne, et mort le 30 juin 2011 à Berlin, est un  cardinal allemand, évêque puis archevêque de Berlin de 1989 à 2011.

## Biographie

### Prêtre
Après avoir étudié la philosophie et la théologie au séminaire régional d'Erfurt, Georg Maximilian Sterzinsky est ordonné prêtre le 29 juin 1960 pour le diocèse d'Erfurt-Meiningen. 
Après divers ministères paroissiaux, il est nommé vicaire général en 1981, avec une attention particulière aux diacres et aux candidats au diaconat, aux catéchistes et aux religieuses.

### Évêque
Nommé évêque de Berlin le 28 mai 1989, il est consacré le 9 septembre suivant. 
C'est ainsi que, peu de temps après son installation, il assiste à la réunification de la ville avec la chute du mur.
Il est élevé à la dignité d'archevêque le 27 juin 1994 lorsque Berlin devient un archidiocèse métropolitain. Il se retire le 24 février 2011 ayant atteint l'âge de 75 ans.

### Cardinal
Il est créé cardinal par le pape Jean-Paul II lors du consistoire du 28 juin 1991 avec le titre de cardinal-prêtre de S. Giuseppe all’Aurelio. 
Au sein de la Curie romaine, il est membre de la Congrégation pour l'éducation catholique et du Conseil pontifical pour la pastorale des migrants et des personnes en déplacement.